# Teoría de la comparación social
La teoría de la comparación social, propuesta inicialmente por el psicólogo social Leon Festinger en 1954, se basa en la creencia de que hay un impulso dentro de los individuos para obtener autoevaluaciones rigurosas. La teoría explica cómo los individuos evalúan sus propias opiniones y capacidades mediante la comparación con otros con el fin de reducir la incertidumbre en esos ámbitos, y aprender a definirse a uno mismo.
Siguiendo la teoría inicial, el estudio se empezó a centrar en la comparación social como modo de engrandecimiento al introducir los conceptos de comparación descendente y ascendente y al expandir las motivaciones de las comparaciones sociales.

## Marco inicial
En la teoría inicial, Festinger aportó nueve hipótesis principales. Primero, indicó que los humanos tienen un impulso innato para evaluar sus opiniones y habilidades y que la gente se evalúa a sí misma a través de medios objetivos y asociales (Primera hipótesis). En segundo lugar, Festinger postuló que si los medios objetivos asociales no estuviesen disponibles, las personas evaluarían sus opiniones y habilidades mediante la comparación con otra gente (Segunda hipótesis). Después supuso que la tendencia a compararse uno mismo con otra persona disminuye cuando la diferencia entre sus opiniones y habilidades llega a ser más divergente. En otras palabras, si otra persona es muy diferente a uno mismo, es menos probable que se compare con ese individuo (Tercera hipótesis).
Después, consideró la existencia de un impulso unidireccional ascendente en el caso de las aptitudes, que está, en gran medida, ausente en las opiniones. Este impulso hace referencia al interés que se pone en hacer algo cada vez mejor. (Cuarta hipótesis). A continuación, Festinger planteó la hipótesis de que existen restricciones asociales que dificultan o incluso imposibilitan modificar la capacidad de una persona, y que no están presentes en las opiniones. En otras palabras, las personas son capaces de cambiar sus opiniones cuando quieran, pero tienen dificultades en mejorar sus aptitudes a pesar de la motivación que puedan tener, ya que puede que haya otros elementos que lo imposibiliten (Quinta hipótesis). Festinger fue aún más allá y conjeturó que el cese de comparación con otros individuos va acompañado de hostilidad o menoscabo en la medida en que la continua comparación con esas personas implica consecuencias desagradables (Sexta hipótesis). Seguidamente, aquellos factores que incrementen la importancia de algún grupo en particular como un grupo de comparación de alguna opinión o habilidad particular, aumentarán la presión hacia la uniformidad relativa a la aptitud u opinión dentro del mismo grupo. Si surgen discrepancias entre el evaluador y el grupo comparativo, se tiende a reducir la divergencia, ya sea persuadiendo a los otros o cambiando los propios puntos de vista para ir en consonancia. Sin embargo, la importancia, relevancia y atracción a un grupo comparativo que afecte a la motivación original para la comparación, median las presiones hacia la uniformidad (Séptima hipótesis). Sus siguientes hipótesis manifiestan que si las personas que tienen opiniones y capacidades muy divergentes entre sí se perciben como diferentes en características congruentes con la discrepancia, la tendencia en limitar el nivel de comparación aumenta (Octava hipótesis). Por último, Festinger supuso que cuando existe variedad de opinión o aptitud en un grupo, la fuerza relativa de las tres manifestaciones de presiones hacia la uniformidad serán diferentes para aquellos que estén de acuerdo con el parecer del grupo y para aquellos que se muestren distantes a este. Aquellos que estén en consonancia con el grupo tendrán una mayor tendencia a cambiar las posturas de los demás, ensanchar el nivel de comparación, e incluso sostener firmemente sus propias opiniones (Novena hipótesis).

## Avances en la teoría
Desde su comienzo, el marco inicial ha experimentado diversos avances. Entre ellos, es fundamental el avance que nos ayuda a comprender las motivaciones que sustentan las comparaciones sociales y los tipos concretos de comparaciones sociales realizados. Los motivos que son relevantes en la comparación social incluyen: la mejora personal, el mantenimiento de una autoevaluación positiva, los componentes de atribuciones y validación y la necesidad de cierre cognitivo. Mientras que ha habido cambios en el concepto original de Festinger, muchos aspectos fundamentalistas se han mantenido, incluyendo el predominio de la tendencia hacia las comparaciones sociales y el proceso general, que es la comparación social.

### Autoevaluación
Según Dorothy A. Thorton y John Arrowwod, la autoevaluación es una de las funciones de la comparación social. Este es uno de los procesos que sustentan cómo un individuo realiza la comparación social. Las metas específicas de cada individuo influenciarán en cómo realizan la comparación social. Para la autoevaluación, la gente tiende a escoger un objetivo de comparación que es similar a ellos mismos. Específicamente, están más interesados en escoger un objetivo con quien compartan algunas características distintivas. La investigación sugiere que mucha gente crea que escoger un objetivo similar les ayudará a asegurar la exactitud de la autoevaluación. Sin embargo, los individuos no siempre actúan como autoevaluadores imparciales, y la autoevaluación veraz puede no ser la meta principal de la comparación social.

### Mejora personal
Los individuos también pueden buscar la mejora personal, o mejorar su autoestima. Pueden interpretar, distorsionar o ignorar la información obtenida por la comparación social para verse de manera más positiva e impulsar sus metas de engrandecimiento. También escogerán la comparación ascendente (compararse con alguien mejor) o descendente (compararse con alguien peor) dependiendo de qué estrategia los aleje más de sus metas de engrandecimiento. Asimismo evitarán hacer comparaciones, o ciertos tipos de comparaciones. Específicamente, cuando un individuo cree que su habilidad en un área específica es baja, evitarán hacer comparaciones sociales ascendentes en esa área. A diferencia de las metas de autoevaluación, la gente que adopta las comparaciones sociales como la meta de la mejora personal puede que no busque un objetivo que sea similar a ellos mismos. De hecho, si un objetivo similar es considerado una amenaza, como que el objetivo supera al individuo en alguna manera, el individuo puede minimizar la similitud del objetivo en ellos mismos.
Posteriormente, los avances en la teoría han llevado a la mejora personal a ser uno de los cuatro motivos de autoevaluación:, junto con la autoevaluación, la autoconfirmación, y la automejora. 

### Comparaciones sociales ascendentes y descendentes
Thomas A. Wills introdujo el concepto de comparación descendente en 1981. Este tipo de comparación es una tendencia defensiva que se usa como método de autoevaluación. Cuando una persona mira a otra o a un grupo de personas a quienes considera peores que ella misma para sentirse mejor con su situación personal, está haciendo una comparación social descendente. Las investigaciones sugieren que las comparaciones sociales con otros que tienen como poco una situación mejor, lo que se llaman comparaciones ascendentes, pueden bajar la autoestima; mientras que las comparaciones descendentes pueden subirla. La teoría de la comparación ascendente hace hincapié en los efectos positivos de las comparaciones en cuanto al aumento del bienestar de uno mismo. Por ejemplo, se ha comprobado que las pacientes con cáncer de mama hacen la mayoría de las comparaciones con pacientes menos afortunados que ellas.
A pesar de que las investigaciones en comparación social sugieren que las comparaciones ascendentes pueden bajar la autoestima, Rebecca L. Collins considera que ese no es siempre el caso. Los individuos hacen comparaciones ascendentes, tanto consciente como inconscientemente, cuando se comparan a sí mismos con otro individual o grupo al que perciben como superior o mejor con el fin de mejorar sus propios puntos de vista o para crear una percepción más positiva de su realidad personal. Las comparaciones sociales ascendentes se hacen como método de autoevaluación y automejora con la esperanza de que también se produzca una mejora personal. En una comparación social ascendente, la gente quiere creer que, como mínimo, forma parte de la élite; y quiere hacer comparaciones que destaquen sus similitudes con las de los grupos de comparación donde, a diferencia de la comparación social descendente, las similitudes entre individuos y grupos se desvinculan.
También se ha propuesto que las comparaciones ascendentes pueden proporcionar la inspiración para mejorar. Y en un estudio se descubrió que aunque las pacientes con cáncer de mama hacían más comparaciones descendentes, mostraban preferencia por la información acerca de otras personas más afortunadas.
Otros estudios indican que quienes hacen dieta usan a menudo las comparaciones sociales ascendentes al colgar fotos de personas más delgadas en sus frigoríficos; fotos que les sirven no solo como recordatorio de su peso actual, sino también como inspiración para conseguir un objetivo. Resumiendo, las comparaciones sociales descendentes tienen más probabilidades de hacernos sentir mejor con nosotros mismos, mientras que las ascendentes son más propensas a motivarnos para lograr más y llegar más alto.

### Moderadores de la comparación social
Lisa G. Aspinwall y Shelley E. Taylor observaron el humor, la autoestima y la amenaza como moderadores que conducen a los individuos a elegir entre hacer comparaciones sociales ascendentes o descendentes. Las comparaciones descendentes en casos en los que los individuos han experimentado una amenaza a su autoestima producen autoevaluaciones más favorables.

#### Alta autoestima y comparación social
Aspinwall y Taylor encontraron que las comparaciones sociales ascendentes eran buenas en circunstancias en las cuales los individuos que las hacían tenían una elevada autoestima, porque este tipo de comparaciones les proporcionaban más motivación y esperanza que las comparaciones sociales descendentes. Sin embargo, si estos individuos han experimentado un revés o amenaza a su autoestima, Aspinwall y Taylor apuntan que esas comparaciones ascendentes dan como resultado unos mayores sentimientos negativos que las comparaciones descendentes.

#### Baja autoestima y comparación social
No obstante, las personas con la autoestima baja o que están experimentando algún infortunio en sus vidas (como sacar malas notas en el colegio o sufrir alguna enfermedad) tienden a favorecer la comparación descendente sobre la ascendente. Así pues, las personas con la autoestima baja y afecto negativo mejoran su humor haciendo comparaciones descendentes; aunque su humor no mejora tanto como lo haría si tuvieran la autoestima alta. Aun así, estas comparaciones sociales mejoran su humor negativo y les permiten sentir esperanza y motivación por el futuro.

#### El afecto y el estado de ánimo y su efecto en la comparación social
Los individuos con mal humor mejoran su estado de ánimo mediante comparaciones sociales ascendentes, independientemente de su nivel de autoestima. Además, tanto los individuos con una alta autoestima como aquellos que la tienen baja, mejoran su estado de ánimo cuando ya están de buen humor haciendo este tipo de comparaciones. Sin embargo, para aquellos que han sufrido una amenaza a su autoestima o un contratiempo en su vida, realizar una comparación ascendente en lugar de descendente provoca un efecto aún más negativo. La autoestima y la existencia de una amenaza o contratiempo en la vida de un individuo son dos de los moderadores de su respuesta a la comparación ascendente o descendente.

### Competitividad
Dado que las habilidades de los individuos son llevadas a su máximo exponente, las comparaciones sociales pueden impulsar la competencia entre colegas. A este respecto, la importancia psicológica de una comparación depende del estatus social de los individuos y el contexto en el que se evalúan sus habilidades. 

#### Estatus social
La competitividad que resulta de la comparación social puede ser mayor en relación con un mayor estatus social, ya que los individuos con mayor estatus tienen más que perder. En un estudio, los estudiantes de un aula se presentaron con un método de bonificación por puntos en el que, al azar, las calificaciones de algunos estudiantes subían y las calificaciones de los demás seguían siendo las mismas. A pesar de que los estudiantes no perdían mediante este programa, las personas de mayor estatus se opusieron a esta técnica, y reportaron una injusticia distributiva percibida. Se sugirió que se trataba de una manifestación cognitiva de una aversión a la movilidad descendente, que tiene un significado más psicológico cuando un individuo tiene más estatus.

#### Proximidad a los estándares
Cuando los individuos se evalúan donde existen normas significativas, como en un aula en la que se clasifican los estudiantes, aumenta la competitividad en la medida en la que la proximidad a un nivel de rendimiento crece. Cuando la única norma significativa es llegar a lo más alto, los individuos más capaces son más competitivos con sus compañeros, y los individuos de capacidad media y baja son igual de competitivos. Sin embargo, cuando los de capacidad alta y baja tienen un mismo objetivo, las personas de mayor y menor capacidad son igual de competitivos, y son a la vez más competitivos que las personas de capacidad media.

### Modelos de comparación social
Se han introducido varios modelos en la comparación social, incluido el modelo de mantenimiento de la autoevaluación (SEM), Modelo Proxy, el Modelo triádico y el Modelo de tres cuerpos.

#### Modelo de mantenimiento de la autoevaluación
El análisis de modelos estructurales o modelo SEM propone relaizar la comparación con el fin de mantener o mejorar nuestras autoevaluaciones, centrándonos en procesos antagónicos de comparación y reflexión.
Abraham Tesser ha llevado a cabo investigaciones sobre la dinámica de la autoevaluación, que ha tomado diferentes formas. Un modelo de mantenimiento de la autoevaluación (SEM) de comportamiento social se centra en las consecuencias de la actuación destacada de otra persona que puedan tener lugar en la propia autoevaluación. Esto esboza algunas condiciones en las que la actuación de la otra persona refuerza la autoevaluación, es decir, 'tomar el sol en la gloria reflejada', y las condiciones en las cuales esto amenaza la autoevaluación a través del proceso de comparación.

#### Modelo proxy
El modelo proxy anticipa el éxito de algo desconocido. El modelo propone que si una persona tiene éxito o se familiariza con una tarea, esta persona también alcanzará el éxito en una nueva tarea similar. El proxy se evalúa en función de la capacidad y tiene que ver con la pregunta "¿Puedo hacer X?". La comparación de un proxy se basa en atributos anteriores. La opinión del comparador y si el proxy ejerció el máximo esfuerzo en una tarea preliminar son variables cuando influyen en su opinión.

#### Modelo triádico
El modelo triádico se basa en los elementos de atribución de la comparación social, y propone que la mejor manera de considerar las opiniones de comparación social es mediante tres preguntas evaluativas diferentes: valoración de preferencia (“¿Me gusta X?”), valoración de creencia (“¿Está bien X?”), y predicción de preferencia (“¿Me gustará X?”). En el modelo triádico las comparaciones más significativas se realizan con una persona que ya ha experimentado un proxy y que demuestra coherencia en atributos similares o preferencias pasadas.

#### Modelo de los tres cuerpos
El modelo de los tres cuerpos propone que la teoría de comparación social es una combinación de dos teorías diferentes. Una de las teorías se desarrolla en torno a la motivación y los factores que influyen en el tipo de información de comparación social que la gente busca en su entorno; y la segunda trata sobre autoevaluación y los factores que influyen en los efectos que la comparación social tiene sobre las opiniones acerca de uno mismo. Mientras que se ha investigado mucho en el área de las razones de la comparación, se ha hecho poco en el campo de la evaluación comparativa. Teniendo en cuenta que el "yo" se entiende como una serie de concepciones interrelacionadas a las que se accede según el contexto actual de la valoración y, siguiendo el ejemplo de la teoría social cognitiva, este modelo estudia el efecto de asimilación y distingue tres tipos de ideas de autoconcepto diferentes: yo individual, posible yo y yo colectivo.

## Influencia de los medios
Se ha demostrado que los medios de comunicación tienen un papel importante en las comparaciones sociales. Los investigadores que estudian los efectos sociales de los medios han empleado la teoría de comparación social y han descubierto que, en la mayoría de los casos, las mujeres tienden a compararse ascendentemente con otro individuo, lo que comporta un sentimiento negativo hacia ellas mismas. La mayor parte de mujeres disponen de una oportunidad al día de compararse de forma ascendente con algún tipo de ideal de la sociedad. Las comparaciones sociales se han convertido en un mecanismo relevante para aprender sobre las expectativas sociales relacionadas con el aspecto físico entre iguales y para evaluarse a uno mismo de acuerdo con esos patrones. (Jones, 2001, P. 647)
A pesar de que los hombres también hacen comparaciones ascendentes, las investigaciones apuntan a que son más las mujeres que se comparan de forma ascendente y que lo hacen con los patrones, tan altos que no son realistas, que se presentan en los medios de comunicación. Dado que a las mujeres se les muestran en los medios convencionales más imágenes de mujeres poderosas, exitosas y delgadas, ellas conciben que lo “ideal” es lo normal según la visión que tiene la sociedad sobre qué es atractivo. Algunas mujeres han afirmado compararse ascendentemente de forma positiva para auto motivarse; no obstante, la mayoría de comparaciones ascendentes se hacen cuando el individuo se siente inferior, y por ello se le atribuye una connotación negativa.

## Críticas
Surgen muchas críticas respecto a las hipótesis de similitud de Festinger. Morton Deutsch y Rosalind E. Krauss sostenían que en realidad la gente trata de buscar a personas diferentes cuando hace comparaciones afirmando que eso es importante para proporcionar conocimientos personales valiosos, tal como se demostró en la investigación La ambigüedad también estaba presente en las dimensiones importantes para la similitud. Goethals y Darley aclararon el papel de la semejanza sugiriendo que las personas prefieren comparar aquellos individuos que son parecidos en atributos relacionados, como las opiniones, características o habilidades, con el fin de aumentar la confianza para valorar diferentes criterios; y, sin embargo, prefieren comparar aquellos que son diferentes cuando se validan las propias creencias.